# Tetrafluoretileno
Tetrafluoretileno é o composto de fórmula química C2F4. Ele é o monômero do politetrafluoretileno, mais conhecido por seu nome comercial Teflon.